# Jonathan Nott

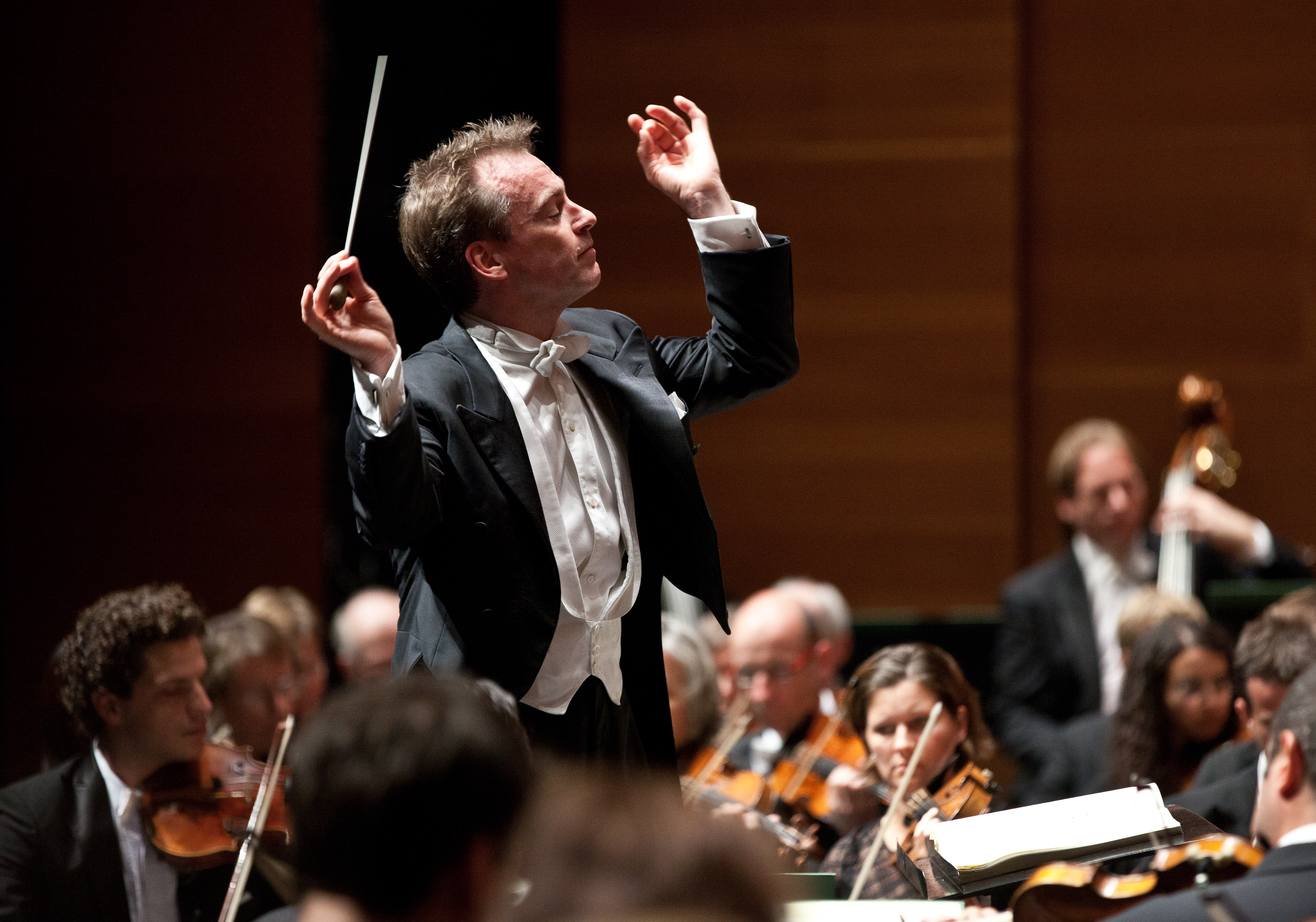
Jonathan Nott mit den Bamberger Symphonikern 2012

Jonathan Nott (* 25. Dezember 1962 in Solihull) ist ein englischer Dirigent. Seit 2014 ist er Erster Dirigent der Jungen Deutschen Philharmonie und Musikdirektor des Tokyo Symphony Orchestra, seit 2017 Musikdirektor und künstlerischer Leiter des Orchestre de la Suisse Romande.

## Ausbildung und erste künstlerische Stationen
Jonathan Nott studierte Musikwissenschaft an der Universität Cambridge, Gesang und Flöte in Manchester und Dirigieren in London. Sein dirigentisches Debüt gab er 1988 beim Opernfestival in Batignano. Im Jahr darauf wurde er Kapellmeister an der Oper Frankfurt, ehe er 1991 die Stelle des Ersten Kapellmeisters am Hessischen Staatstheater Wiesbaden übernahm, ein Haus, das er in der Saison 1995/1996 interimistisch auch als Generalmusikdirektor leitete. Jonathan Nott dirigierte in der hessischen Landeshauptstadt ein breites Spektrum an Opern-, Ballett- und Musical-Literatur, vor allem die großen Werke von Mozart, Verdi und Puccini sowie Wagners Ring des Nibelungen. Später ging der Brite als Musikdirektor an das Luzerner Theater und war zugleich Chefdirigent des Luzerner Sinfonieorchesters (1997–2002). Parallel dazu hatte er die musikalische Leitung des von Pierre Boulez gegründeten, in Paris beheimateten Ensemble intercontemporain inne (2000–2003), eine der wichtigsten Formationen für die Musik des 20. und 21. Jahrhunderts. Dem Ensemble Intercontemporain ebenso wie dem Luzerner Sinfonieorchester ist er als Gastdirigent weiterhin eng verbunden. Jonathan Nott gilt als hervorragender Interpret der zeitgenössischen Musik und hat eine Vielzahl an Werken zur Uraufführung gebracht, u. a. Musik von Brian Ferneyhough, Helmut Lachenmann und Aribert Reimann, ferner Auftragskompositionen der Bamberger Symphoniker von Jörg Widmann, Wolfgang Rihm, Bruno Mantovani oder Mark-Anthony Turnage.

## Chefdirigent der Bamberger Symphoniker

### Nationale und internationale Konzerttätigkeit
Von Januar 2000 bis September 2016 war Jonathan Nott Chefdirigent bei den  Bamberger Symphonikern – Bayerische Staatsphilharmonie. Mit dem Orchester gastierte er seit Beginn seiner Amtszeit bei den bedeutenden Musikfestivals im In- und Ausland, auch gab es ausgedehnte Tourneen durch ganz Deutschland und Europa, nach China sowie mehrfach nach Japan, Südamerika und in die USA.
Mit den Bamberger Symphonikern trat Jonathan Nott 2003 beim Edinburgh International Festival, 2004 bei den Salzburger Festspielen auf. 2005 kehrten die Bamberger Symphoniker mit ihm am Pult als „orchestra in residence“ nach Edinburgh zurück, 2007 folgten Auftritte beim Festival der Weißen Nächte in St. Petersburg sowie beim Lucerne Festival, bei dem sich Nott als „artiste étoile“, die Bamberger Symphoniker als „orchestra in residence“ präsentierten. Kurz darauf schloss sich ein gemeinsames Konzert zu Ehren von Papst Benedikt XVI. in der Päpstlichen Sommerresidenz Castel Gandolfo an – Anlass war das Jubiläum „1000 Jahre Bistum Bamberg“. 2008 wurden Jonathan Nott und das Orchester zum Peking Music Festival eingeladen, in die Saison 2009/2010 fielen eine dritte gemeinsame Japan-Tournee sowie eine Konzertreise nach Spanien und Andorra.
Zu den künstlerischen Projekten der Spielzeit 2010/2011 gehörten eine vierte gemeinsame Südamerika-Tournee, Gastspiele in China, Auftritte beim Musikfest Berlin, im Wiener Konzerthaus, in Zürich und im Linzer Brucknerhaus sowie eine Tournee nach Belgien und in die Niederlande.

### Künstlerische Arbeit
Das von Jonathan Nott in Bamberg gepflegte Repertoire reicht von der Wiener Klassik über die Meisterwerke des 19. Jahrhunderts und die klassische Moderne bis zur Musik der Gegenwart. Einen Schwerpunkt seiner künstlerischen Arbeit bildete zunächst die Auseinandersetzung mit dem sinfonischen Schaffen Franz Schuberts, das mit Werken des 20. und 21. Jahrhunderts kombiniert wurde. 2008 brachte Jonathan Nott in Bamberg alle neun Sinfonien von Ludwig van Beethoven an vier Abenden zur Aufführung, 2009 dirigierte er einen Zyklus der Sinfonien von Johannes Brahms. Seit mehreren Jahren ist das Schaffen Gustav Mahlers – die Sinfonien und Orchesterlieder – in das Zentrum seiner Programme und Konzerte gerückt, in Bamberg ebenso wie bei nationalen und internationalen Gastspielen des Orchesters. Im Rahmen der 1. Biennale Bamberg 2010 leitet er Aufführungen von Mahlers Sinfonien Nr. 8 (Sinfonie der Tausend) und 9, dem Lied von der Erde und dem Adagio aus der unvollendeten Sinfonie Nr. 10.
Über reine Orchesterwerke hinaus nehmen Kompositionen mit Beteiligung der menschlichen Stimme einen breiten Raum in Jonathan Notts Dirigaten ein. Unter seiner Leitung führten die Bamberger Symphoniker neben Mahlers Sinfonien Nr. 2, 3, 4 und dem Lied von der Erde weitere gewichtige vokalsinfonische Werke auf, darunter Giuseppe Verdis Messa da Requiem und György Ligetis Requiem. Zudem erfolgten konzertante Aufführungen großer Opern, namentlich Beethovens Fidelio sowie Richard Wagners Tristan und Isolde, Das Rheingold, Die Walküre und Siegfried. 2009 leitete Jonathan Nott mehrere Vorstellungen von Joseph Haydns Azione teatrale L’isola disabitata im Bamberger E.T.A.-Hoffmann-Theater; die Regie dieser szenischen Produktion übernahm der international bekannte Designer Peter Schmidt.
Jonathan Nott war nach 2004, 2007 und 2010 im Frühjahr 2013 erneut Präsident der Jury des alle drei Jahre ausgerichteten internationalen „Bamberger Symphoniker Gustav-Mahler-Dirigentenwettbewerbs“.

### CD-Einspielungen
Die künstlerische Partnerschaft Jonathan Notts und der Bamberger Symphoniker dokumentiert sich in einer Vielzahl an CD-Produktionen. Erschienen sind Aufnahmen von Mahlers Sinfonien Nr. 1, 2 (Auferstehungssinfonie), 3, 4, 5 und 9, von Anton Bruckners Sinfonie Nr. 3 (Erstfassung 1873), von Igor Strawinskys Le sacre du printemps und Symphonie in drei Sätzen sowie von Leoš Janáčeks Sinfonietta, Taras Bulba und der Suite aus Das schlaue Füchslein. Eine Gesamteinspielung der Schubert-Sinfonien wurde ergänzt durch zwei CDs mit zeitgenössischen Werken, die sich programmatisch mit dem Thema „Schubert“ auseinandersetzen, u. a. Kompositionen von Hans Werner Henze, Wolfgang Rihm, Jörg Widmann und Bruno Mantovani. 2013 spielte Nott mit den Bamberger Symphonikern eine CD mit Arien aus diversen Wagner-Opern mit Klaus Florian Vogt (Tenor) und Camilla Nylund (Sopran) ein.

## Chefdirigent der Jungen Deutschen Philharmonie, des Tokyo Symphony Orchestra und des Orchestre de la Suisse Romande
Im Juli 2014 wurde Jonathan Nott Erster Dirigent und Künstlerischer Berater der Jungen Deutschen Philharmonie. Der Vertrag wurde im November 2020 bis zum 50-jährigen Jubiläum der Jungen Deutschen Philharmonie im Jahr 2024 verlängert. Im September 2014 übernahm er die Position als Musikdirektor des Tokyo Symphony Orchestra – sein Vertrag dort wurde inzwischen bis 2026 verlängert. Außerdem wurde Jonathan Nott im Januar 2017 Musikdirektor und künstlerischer Leiter des Orchestre de la Suisse Romande.

## Gastdirigent
Als Gastdirigent arbeitete Jonathan Nott seit den 1990er Jahren mit nahezu allen großen Sinfonieorchestern Europas und der USA zusammen, darunter das Concertgebouw-Orchester Amsterdam, das NDR Sinfonieorchester in Hamburg, das Gewandhausorchester Leipzig, das Orchestre de Paris und das Tonhalle-Orchester Zürich, die Wiener und die Münchner Philharmoniker, New York, Los Angeles und London Philharmonic sowie das NHK-Sinfonieorchester Tokio. Mit den Berliner Philharmonikern spielte Jonathan Nott sämtliche Orchesterwerke György Ligetis einschließlich des Requiems auf CD ein.

## Privates
Jonathan Nott ist mit der Engländerin Helen Nott verheiratet. Das Paar hat zwei Söhne und eine Tochter.

## Auszeichnungen
- 2009: Kulturpreis Bayern
- 2009: Internationaler Schallplattenpreis „Toblacher Komponierhäuschen“ (Kategorie „Neuproduktionen“) für Mahlers Sinfonie Nr. 9 mit den Bamberger Symphonikern
- 2010: Midem Classical Award (Kategorie „Symphonic Works“) für Mahlers Sinfonie Nr. 9 mit den Bamberger Symphonikern
- 2011: Bayerischer Verdienstorden
- 2011: Goldener Ehrenring der Stadt Bamberg